# 利亚莫讷河
利亚莫讷河（法語：Liamone，法語發音：[ljamɔn]；科西嘉語： 或 ）是法国科西嘉南科西嘉省的一条河流，长40.9千米，发源自莱蒂亚，于卡萨利奥内和科贾流入地中海。位于科西嘉岛的法国旧省份利亚莫讷省便得名于该河。在古代，其拉丁语名称为“Circidius”。